# Храше (Радовлиця)
Храше (словен. Hraše) — поселення в общині Радовлиця, Горенський регіон, Словенія. Висота над рівнем моря: 518,7 м.